# Liste des titres musicaux numéro un aux États-Unis en 2025
Cette page présente les titres musicaux numéro 1 chaque semaine en 2025 au Billboard Hot 100, le classement officiel des ventes de singles et de titres aux États-Unis établi par le magazine Billboard.

## Classement hebdomadaire
| Date        | Artiste(s)                                            | Titre                           | Référence |
| ----------- | ----------------------------------------------------- | ------------------------------- | --------- |
| 4 janvier   | Mariah Carey                                          | All I Want for Christmas Is You |           |
| 11 janvier  | Lady Gaga et Bruno Mars                               | Die with a Smile                |           |
| 18 janvier  | Lady Gaga et Bruno Mars                               | Die with a Smile                |           |
| 25 janvier  | Lady Gaga et Bruno Mars                               | Die with a Smile                |           |
| 1er février | Lady Gaga et Bruno Mars                               | Die with a Smile                |           |
| 8 février   | Travis Scott                                          | 4x4                             |           |
| 15 février  | Lady Gaga et Bruno Mars                               | Die with a Smile                |           |
| 22 février  | Kendrick Lamar                                        | Not Like Us                     |           |
| 1er mars    | Kendrick Lamar et SZA                                 | Luther                          |           |
| 8 mars      | Kendrick Lamar et SZA                                 | Luther                          |           |
| 15 mars     | Kendrick Lamar et SZA                                 | Luther                          |           |
| 22 mars     | Kendrick Lamar et SZA                                 | Luther                          |           |
| 29 mars     | Kendrick Lamar et SZA                                 | Luther                          |           |
| 5 avril     | Kendrick Lamar et SZA                                 | Luther                          |           |
| 12 avril    | Kendrick Lamar et SZA                                 | Luther                          |           |
| 19 avril    | Kendrick Lamar et SZA                                 | Luther                          |           |
| 26 avril    | Kendrick Lamar et SZA                                 | Luther                          |           |
| 3 mai       | Kendrick Lamar et SZA                                 | Luther                          |           |
| 10 mai      | Kendrick Lamar et SZA                                 | Luther                          |           |
| 17 mai      | Kendrick Lamar et SZA                                 | Luther                          |           |
| 24 mai      | Kendrick Lamar et SZA                                 | Luther                          |           |
| 31 mai      | Morgan Wallen featuring Tate McRae                    | What I Want                     |           |
| 7 juin      | Alex Warren                                           | Ordinary (en)                   |           |
| 14 juin     | Alex Warren                                           | Ordinary (en)                   |           |
| 21 juin     | Sabrina Carpenter                                     | Manchild                        |           |
| 28 juin     | Alex Warren                                           | Ordinary                        |           |
| 5 juillet   | Alex Warren                                           | Ordinary                        |           |
| 12 juillet  | Alex Warren                                           | Ordinary                        |           |
| 19 juillet  | Alex Warren                                           | Ordinary                        |           |
| 26 juillet  | Alex Warren                                           | Ordinary                        |           |
| 2 août      | Alex Warren                                           | Ordinary                        |           |
| 9 août      | Alex Warren                                           | Ordinary                        |           |
| 16 août     | Huntr/X (Ejae (en), Audrey Nuna (en) et Rei Ami (en)) | Golden                          |           |